# NSD2
Le NSD2 (pour « nuclear receptor binding SET domain protein 2 ») ou WHSC1 est une histone méthyltransférase. Son gène est NSD2 porté par le chromosome 4 humain.

## Rôle
Il permet la diméthylation de l'histone H3, favorisant l'oncogenèse, en particulier en activant la voie du NF-κB. 

## En médecine
Il est soupçonné de jouer un rôle dans le syndrome de Wolf-Hirschhorn (d'où son autre nom, WHSC pour « Wolf-Hirschhorn syndrome candidate 1 »)
Son gène est également fréquemment le lieu de translocation au cours du myélome multiple, aboutissant à la synthèse d'une protéine modifiée.
Son expression est augmentée dans plusieurs cancers avec une signification pronostique variable. Il augmente en particulier l'expression du TWIST1 en se fixant sur son locus, favorisant le caractère invasif du cancer de la prostate.